# KeyKOS
KeyKOS é um sistema operando-se potencialidade-baseado persistente , puro para o mainframe S/370. Permitiu a emulação dos ambientes  Virtual MachineM, MVS, e  POSIX. É o predessor do sistema EROS,  junto com os  sistemas Coyotos e CapROS.

## Ligações Externas
- KeyKOS Home Page
- The KeyKOS Nanokernel Architecture